# 보리스 트라이코프스키
보리스 트라이코프스키(마케도니아어: Борис Трајковски, 문화어: 보리스 뜨라이꼽스끼, 1956년 6월 25일 ~ 2004년 2월 26일)는 북마케도니아의 제2대 대통령이다.

## 생애
1956년에 태어나 키로 글리고로프 대통령 하에서 외무차관을 지냈다. 1999년 대통령 선거에 출마하였으며, 같은 해 11월 14일에 치러진 결선 투표에서 사회민주동맹의 티토 페트코프스키를 꺾고 당선되었다.
2004년 2월, 보리스 트라이코프스키는 비행기 추락 사고로 사망했다. 당시 그는 국제투자회의 참석을 위해 모스타르로 향하던 중이었다.